# Етнографски музеј у Београду
Етнографски музеј је институција културе која се налази у Београду, у самом центру града, непосредно поред Коларчеве задужбине. Етнографски музеј представља један од најстаријих музеја у Србији и основан је 1901. године.

## Историја
Етнографски музеј је основан фебруара 1901. године, али његови корени сежу дубље у прошлост. Сакупљање етнографских предмета отпочело је средином XIX столећа. У оквиру Народног музеја Србије (Сербсконародни музеум) налазио се, још 1844. године, један број етнографских предмета.
Прво значајно систематско сакупљање обављено је ради учешћа на Свесловенској изложби, одржаној у Москви 1867. године. Упркос томе што су сви тада прикупљени предмети остали у Москви, та изложба је важна због тога што је у Србији, и на Балкану уопште, отпочело систематско сакупљање етнографских предмета и етнолошко проучавање тог простора.
У оквиру Српског ученог друштва 1872. године дат је конкретан предлог за оснивање музеја који би чувао етнографске предмете. Те године је Стојан Новаковић изложио Предлог и нацрт за оснивање Српског историјско-етнографског музеја и од тада се радило на формирању посебног етнографског музеја. Идеја о таквом музеју коначно је реализована фебруара 1901. године. Тада је из Народног музеја Србије у посебну зграду, поклон Стевче Михаиловића (трговца из Јагодине), пресељена етнографска збирка и та година се сматра датумом оснивања Етнографског музеја.
Првих дана након оснивања Етнографски музеј је поседовао 909 етнографских предмета, 32 књиге, мањи број фотографија и веома вредан Албум акварела и цртежа народних ношњи Николе Арсеновића. За првог управника постављен је Сима Тројановић. Он је одмах започео обимно сакупљање предмета и већ 1904. године у фонду музеја је било око 8.500 експоната. Сакупљени предмети били су са подручја читавог Балканског полуострва и нису припадали само традиционалној култури Срба, већ и другим етничким групама са тог простора. Етнолошко истраживање и сакупљање предмета на терену отпочело је већ 1902. године.
Прва стална поставка Етнографског музеја отворена је 20. септембра 1904. године и од тада кустоси музеја непрестано сакупљају етнографске предмете, тако да се фонд музеја непрекидно увећава. Током Првог и Другог светског рата Етнографски музеј је остао без великог броја предмета који су уништени у ратном вихору.
Захваљујући очуваности традиционалног начина живота на Балкану, после Првог светског рата наставља се са попуном фонда музеја, а 1926. године одштампана је прва свеска Гласника Етнографског музеја, који до данас редовно излази.
Немачки нацистички окупатор је опљачкао збирку накита, збирку кујуџијских радова и друге вредне предмете из Етнографског музеја у Београду.
После Другог светског рата отпочело је систематско етнолошко проучавање етнографских области, обављен је велики број појединачних истраживања, а започиње и рад на систематизованој и научно заснованој конзервацији предмета.

## Зграда музеја
У потрази за простором
Након што је више пута мењао локацију: 
- кућа Стевче Михајловића која се налазила на углу улица Кнеза Милоша и Бирчанинове,
- зграда Прве женске гимназије[3] на углу Његошеве и Кнегиње Зорке (1938)[4][5] (од 1939. Природњачки музеј),
- зграда у Балканској (око 1943)[6],
- зграда Маршалата двора (1945–1948)[7]

Музеј се 1951. године уселио у зграду на углу улица Студентски трг бр. 13 и Узун Миркова бр. 2
Зграда музеја
Зграда у којој се данас налази музеј изграђена је током 1933. и 1934. године, према пројекту архитекте Александра Ђорђевића. Грађена је за потребе некадашње Београдске берзе, као објекат пословно-стамбене намене. По својим архитектонским особинама објекат припада зрелом модернистичком концепту, док наглашени вертикализам носи иностране, претежно немачке утицаје. Ова петоспратница која је подигнута на истакнутом положају у оквиру амбијента Академског парка, у непосредној близини високошколских здања (зграда Велике школе – данас Ректорат Београдског универзитета, зграда Новог универзитета – данас Филолошки факултет), установа културе (зграда Коларчевог народног универзитета ) и градских административних објеката (зграда Београдске општине – данас Југословенска кинотека, градска полиција), одмах по изградњи препознат је као дело изузетне вредности, данас валоризован као значајан део корпуса арт деко архитектуре у Србији. Приликом градње је у непосредној близини установљено постојање римског водовода.
Берза се уселила у новембру 1934: Ефектна у приземљу, Продуктна на спрату, затим фирма "Филипс" на другом спрату а станови од трећег до петог. Први састанак је био 5. новембра. Зграда је освећена 19. маја 1935. Првобитну намену берзе објекат је имао до почетка Другог светског рата да би завршетком рата једном делу објекта била промењена намена.
Почетком педесетих година 20. века део подрума, приземље, мезанин, први и други спрат ове грађевине су уступљени Етнографском музеју. У периоду од 1951. до 1954. године изведена је адаптација овог дела зграде за потребе смештања музејских збирки и фондова и организовања излагачке делатности.
Наредном адаптацијом спроведеном у периоду 1983-1984. објекат је скоро у целости, на свих пет етажа прилагођен функцији музеја. Адаптације објекта превасходно су се односиле на прилагођавање ентеријера новој функцији, док је у потпуности очувана аутентичност фасаде и монументалне улазне партије. 
Споменик културе
Мудром одлуком Министарства културе Србије у једној згради, која је 1984. године проглашена за споменик културе, јер поседује архитектонско-урбанистичке и културно-историјске вредности, нашао се и Етнографски музеј као установа културе која баштини богато етнографско наслеђе са простора Србије и дела Балканског полуострва, постала саставни део непокретне и покретне материјалне, али и нематеријалне културне баштине Србије.

## Збирке
Музеј у свом изложбеном простору повремено излаже или у депоима чува збирке које су сврстане у: 
- Збирке предмета из 18., 19., и 20. века
- Старе и ретке књиге,
- Старе фотографије,
- Три велика албума акварела Николе Арсеновића који је сликао народне ношње од 1840. до 1870,
- Радове Владислава Тителбаха, Карола Поп де Сатмарија (Carol Popp de Szathmáry), Ђоке Миловановића и неколицине сликара етнографа (Никола Зега, Драгутин Инкиостри, Олга Бенсон...).

У збиркама се међу 200.000 музеалија налази и око 50.000 етнографских.

## Музеј данас
У Етнографском музеју је до данас отворено осам сталних поставки и приређено око 300 повремених изложби. Стална поставка заузима три нивоа зграде. Данас Етнографски музеј чува велики број етнографских предмета, распоређених у засебне збирке (покућство, накит, обичаји, народне ношње, народна архитектура, привреда, сточарство, саобраћај, култни предмети итд), има једну од најбогатијих стручних библиотека на Балкану и сам издаје стручне публикације, има конзерваторску службу која обрађује готово све врсте материјала, располаже великим изложбеним простором, организује обимна етнографска истраживања и има много воље и знања да етнолошки и антрополошки проучи XIX столеће.
У Етнографском музеју је 7. јуна 2013. представљена листа нематеријалног културног наслеђа Републике Србије која се састоји од 27 елемената.
На Дан Етнографског музеја 20. септембра додељује се награда „Боривоје Дробњаковић” за животно дело.